# Кахар уд-Дін Куда
Кахар уд-Дін Куда (д/н — 10 серпня 1702) — 10-й султан Магінданао в 1699—1702 роках.

## Життєпис
Син султана Дунданг Тідулая. Мав значний вплив на державні справи за часів панування свого брата — султана Абд ал-Рахмана. Мав титул лаксамана (в іспанському варіант капітан-лаута), що тотожнє адміралу. Його двір біля гирла річки Сімуай у Центральному Магінданао навпроти палацу його султана був добре відомий серед іноземних високопосадовців. Тут приймав іноземних посланців й торгівців.
1699 року після смерті брата захопив владу в державі. Прийняв титул амір уль-улам (емір правовірних) та мавлані (покровитель). Головними завданнями визначив для себе збереження статус-кво з іспанцями та посилення ісламізації Мінданао та навколишніх островів.
1701 року проти нього повстали небожі Баян ал-Анвар і Мухаммад Джафар Садік. Для протистояння з ними запросив допомогу в Шахаб уд-Діна, султана Сулу. Спочатку союзники мали успіх, але 1702 року через непорозуміння та власні амбіції погиркалися. Шахаб уд-Дін виступив проти Кахар уд-Діна, завдавши зрештою тому поразки біля столиці Сімуая, де султан Магінданао загинув. Трон перейшов до Баян ал-Анвара.